# Manuel Bernardo Borges de Azevedo Enes
Manuel Bernardo Borges de Azevedo Enes (Vila do Topo, 13 de março de 1856 — Paris, 5 de dezembro de 1905) foi um advogado e jornalista, formado bacharel em Direito pela Universidade de Coimbra em 1887. Exerceu advocacia e jornalismo em Lisboa.

## Biografia
Foi sobrinho paterno do bispo D. Manuel Bernardo de Sousa Enes, que financiou os seus estudos. Estudou no Liceu Nacional de Angra do Heroísmo e concluiu em 1891 o bacharelato em Direito na Universidade de Coimbra.
Foi um distinto advogado em Lisboa, filiado no Partido Progressista em cujos periódicos colaborou. Escreveu no jornal O Angrense de Angra do Heroísmo e foi redactor de O Correio Nacional de Lisboa. 
Faleceu em Paris, quando ali procurava tratamento. Foi trasladado para Lisboa, sendo ali inumado a 11 de dezembro de 1905.